# Eleição municipal de São José dos Campos em 2012
A eleição municipal de São José dos Campos ocorreu dia 7 de outubro de 2012, que elegeu Carlinhos Almeida, filiado ao Partido dos Trabalhadores (PT), para a prefeitura com o total de 50,99% dos votos, sendo assim, venceu em um único turno. Além do prefeito, foram escolhidos também 21 vereadores. Na votação foram apurados 380.641 votos. O atual prefeito substituiu Eduardo Pedrosa Cury,  do PSDB, que governou entre 2008 e 2012.
Seu principal concorrente foi Alexandre Blanco, do PSDB que recebeu 43,15% dos votos.

## Antecedentes
Na eleição municipal de São José dos Campos de 2008, Eduardo Cury manteve o PSDB na liderança vencendo no primeiro turno com 57,65% dos votos válidos ganhando de Carlinhos Almeida, que em 2008 recebeu 32,67% dos votos. Seu vice foi Riugi Kojima (PSB). Sua campanha tinha como slogan “É São José Melhorando” e contava com os seguintes partidos: PSL, PTN, PL, PSD, PSB e PSDB.
Cury participou das gestões do seu antecessor, Emanuel Fernandes (PSDB). No primeiro mandato (1997-2000) como chefe de gabinete e depois assumiu a Secretaria dos Transportes. Deixou o cargo para garantir para concorrer à prefeitura.

## O prefeito
O prefeito Carlos José Almeida (Carlinhos Almeida) é filiado ao Partido dos Trabalhadores PT, foi vereador em São José dos Campos, deputado estadual e federal pelo Estado de São Paulo e eleito prefeito de São José dos Campos em 2012, no primeiro turno com 180.794 votos, 50,99% do total.

### Prefeito eleito
| CANDIDATO À PREFEITURA. | PARTIDO | VOTOS VÁLIDOS | PERCENTUAL |
| ----------------------- | ------- | ------------- | ---------- |
| Carlinhos Almeida       | PT      | 180.794       | 50.99%     |
| Alexandre Blanco        | PSDB    | 153.011       | 43.15%     |
| Cristiano               | PV      | 8.260         | 2.33%      |
| Antonio Alwan           | PSB     | 5.413         | 1.53%      |
| Fabricio Correia        | PSDC    | 3.704         | 1,04%      |
| Gradella                | PSTU    | 2.699         | 0.76%      |
| Gilberto Silvério       | PSOL    | 710           | 0.20%      |

| VOTOS APURADOS | 380.641 | **     |
| VOTOS VÁLIDOS  | 354.591 | 93.16% |
| BRANCOS        | 10.666  | 2.80%  |
| NULOS          | 15.384  | 4.04%  |
| ABSTENÇÕES     | 74.799  | 16.42% |

## Eleitorado

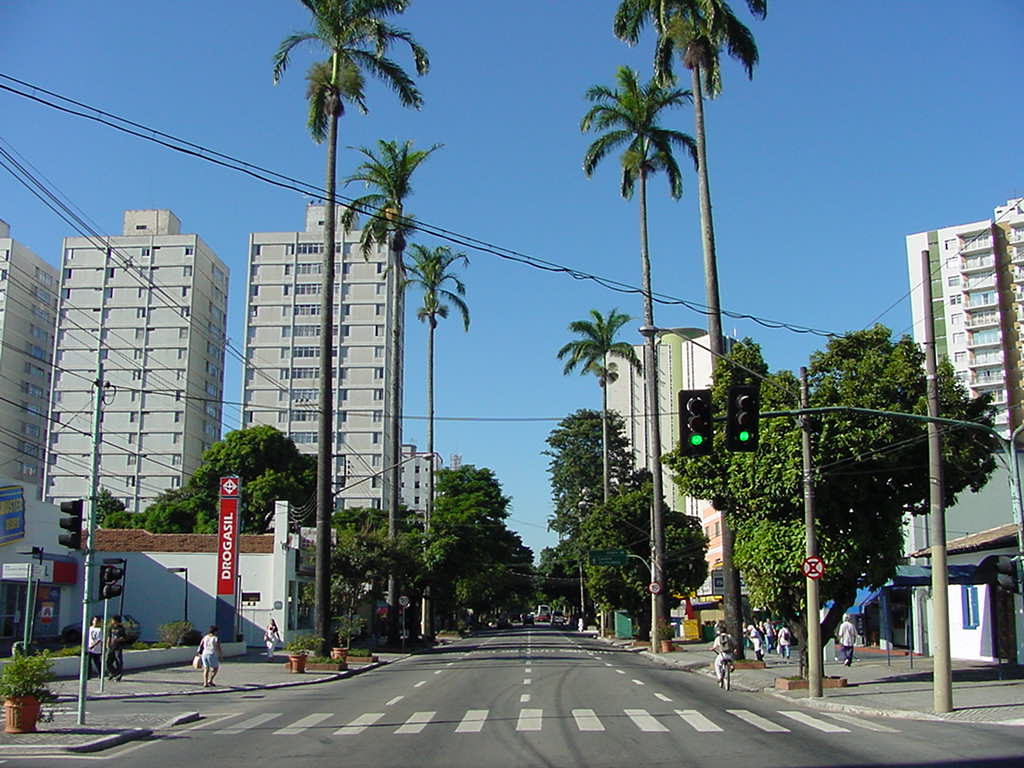
Centro de São José dos Campos

Nas eleições de 2012 estiveram aptos a votar 354.591 joseenses, o que corresponde a 93,16% da população. Além disso tiverem um total de 10.666 votos em brancos (2,80), 15.384 nulos (4,04%) e 74.799 abstenções (16,42%)

## Coligações
Com o slogan “São José Mais Forte” participaram sete partidos para a coligação pró-PT (Carlinhos Almeida) entre eles estavam: PT, PRB, PMDB, PSC, PR, PTC e PC do B.

### Campanha
A campanha contou com o apoio do ex presidente Luiz Inácio Lula da Silva e ministros do governo de Dilma Rousseff, como: Marco Antonio Raupp (Ciência, Tecnologia e Inovação), Alexandre Padilha (Saúde) e Aloizio Mercadante (Educação), que chegaram a participar de atos e campanhas do partido.

#### Saúde
Na questão da saúde, Carlinhos Almeida, fez seis promessas, como: criar o Hospital da Mulher, fazer parcerias com os hospitais Santa Casa e Pio 12, implantar o Samu, contratar mais médicos e valorizar o servidor, ampliar as Upas e criar a UBS Vida, dessas promessas, cumpriu quatro, enquanto a contratação e a valorização dos médicos ainda está em andamento e não iniciou a criação da UBS Vida.

#### Transporte
Para o transporte,  as promessas foram apenas duas, deixá-lo mais barato, o que não ocorreu, e iniciou o “Cidade Unida”.

#### Segurança
Com a segurança, ele prometeu quatro coisas, fortalecer a guarda municipal, implementou o programa “Crack, é possível vencer”, ampliou e integrou as câmeras do COI e construiu a Casa Abrigo para mulheres e filhos de violência.

#### Educação
Entre as promessas de educação, não chegou a iniciar a construção de quatro escolas técnicas que prometeu, iniciou os projetos como o “Escola Viva”, com uniforme e material escolar para todos os alunos, fortalecer o Fundhas e de valorizar os educadores. Implantou a escola integral com atividades complementares, abriu novas creches na rede pública e ampliou a rede e melhorou a qualidade das escolas.

#### Administração pública e cultura
Na administração pública e na cultura não chegou a concretizar nenhuma de suas promessas, iniciou algumas coisas como: transparência na gestão pública, com as informações sobre uso de recurso, prometeu agilizar o atendimento à população nos órgãos públicos e também valorizar, motivar e apoiar os servidores públicos além de manter os programas que estivessem funcionando bem. Para a cultura ele prometeu estimular a produção de eventos culturais, apoiar artistas e produtores, divulgar os eventos culturais na cidade, além de restaurar o teatro Benedito Alves. Nenhuma dessas promessas foram finalizadas em seu governo, e não inciou outras duas, como criar o sistema de avaliação da gestão pública e também não levou bibliotecas bairros.

#### Habitação
Carlinhos Almeida fez cinco promessas para melhorar a habitação de São José dos Campos, ele iniciou o projeto de levar infraestrutura para os bairros, criou a Secretaria de Regularização Fundiária, usou novas leis do governo federal para facilitar a legalização de bairros e casas, ajudou e orientou joseenses que já tinham terreno a construir suas casas e fez parceiras com o governo federal para levar o “Minha Casa Minha Vida” para famílias com até três salários mínimos.

#### Esporte
O atual prefeito prometeu apoiar o São José Esporte Clube para chegar ao A1 do Campeonato Paulista e levar academias ao ar livre para todos os bairros, projetos que ele nem iniciou. Começou a incentivar atletas de alto rendimento e a construção da pista de altetismo do “João do Pulo”. Concretizou projetos como: manter os equipamentos para o uso da população com oficinas recreativas e monitores qualificados, apoiou os times de rúgbi, basquete, natação, ciclismo e tênis. Investiu na formação de equipes de base e apoiou a prática das artes marciais e esportes radicais.

#### Meio ambiente
Das sete promessas feitas para a melhoria do meio ambiente, Carlinhos Almeida só cumpriu duas como a utilização de combustíveis menos poluentes e o desenvolvimento de uma política para a proteção dos animais. Deu início a educação ambiental, porém, não criou o Parque Banhado, não levou a coleta seletiva para toda a cidade, não abriu os postos para a medição da qualidade do ar e também não ampliou as ações de saneamento básico.

#### Idosos e pessoas com deficiência
Para esses dois grupos, dezenove promessas foram feitas ao todo. Sete para os portadores de necessidades especiais, doze para os idosos. As realizações para os deficientes físicos foram duas: o transporte acessível e com agendamento e a cidade que possibilitou melhor acesso dos espaços públicos, como calçada segura, rampas e sinais sonoros. Os idosos tiveram a implantação de mais “Casas do Idoso” e o PoupaTempo do Empreendedor.
Carlinhos Almeida começou a implantar uma política integrada e multidisciplinar para atender as pessoas que necessitem de cuidados de maneira integral, está promovendo parcerias com instituições de reabilitação e capacitação para o mercado de trabalho, procura parcerias com instituições que abrigam idosos dependentes, implementando atendimento especializado na área de saúde, restaurando a cidade com projetos de mobilidade, está construindo novos distritos industriais, investindo na educação profissionalizante e implantando uma política de desenvolvimento sustentável.
Porém, não chegou a iniciar suas promessas como as de centro de convivência para pessoas com deficiência, não incentiva as empresas cumprirem suas cotas e empregarem pessoas com deficiência e não estimula o empreendedorismo das pessoas com deficiência. Não fortaleceu as cadeias produtivas, principalmente com os setores automotivos, não criou o programa de incentivos fiscais e não apoiou as micro, pequenas e médias empresas.

## Vereadores eleitos
| VEREADORES ELEITOS             | PARTIDO | VOTOS | PERCENTUAL |
| ------------------------------ | ------- | ----- | ---------- |
| Wagner Baliero                 | PT      | 9.420 | 2.70%      |
| Renata Paiva                   | DEM     | 8.745 | 2.51%      |
| Amelia Naomi                   | PT      | 8.355 | 2.40%      |
| Shakespeare Carvalho           | PRB     | 7.856 | 2.25%      |
| Dulce Rita                     | PSDB    | 6.397 | 1.83%      |
| Petiti da Farmácia Comunitária | PSDB    | 6.389 | 1.83%      |
| Mota                           | DEM     | 6.074 | 1.74%      |
| Macedo Bastos                  | DEM     | 5.812 | 1.67%      |
| Walter Hayashi                 | PSB     | 5.784 | 1.66%      |
| Valdir Alvarenga               | PSB     | 5.078 | 1.46%      |
| Robertinho da Padaria          | PSD     | 4.920 | 1.41%      |
| Juvenil Silvério               | PSDB    | 4.665 | 1.34%      |
| Cyborg                         | PV      | 4.562 | 1.31%      |
| Alexandre da Farmácia          | PP      | 3.944 | 1.13%      |
| Dilermando Dié                 | PP      | 3.768 | 1.08%      |
| Roberto do Eleven              | PP      | 3.646 | 1.05%      |
| Carlinhos Tiaca                | PMDB    | 3.417 | 0.98%      |
| Angela Guadagnin               | PT      | 3.268 | 0.94%      |
| Willis                         | PP      | 3.004 | 0.86%      |
| Juliana Fraga                  | PT      | 2.868 | 0.82%      |
| Professor Calasans Camargo     | PRP     | 2.668 | 0.76%      |

| VOTOS APURADOS | 380.641 | **     |
| VOTOS VÁLIDOS  | 348.842 | 91.65% |
| BRANCOS        | 17.214  | 4.52%  |
| NULOS          | 14.585  | 3.83%  |
| ABSTENÇÕES     | 74.799  | 16.42% |

## Análises
Carlinhos Almeida, do PT, conseguiu se eleger após dezesseis anos do governo do PSDB comandar a cidade de São José dos Campos, que é o maior colégio eleitoral do Vale do Paraíba. O prefeito se manteve à frente das disputas pelas parcerias prometidas da Santa Casa e também pelo atendimento integral das creches.